# مقاتوره (مغاتوره)
مغاتوره یا مقاتوره یکی از سرداران سپاه چین در زمان خسروپرویز بود که بنابر شاهنامه فردوسی از خاقان چین باج‌خواهی می‌کرد بهرام چوبین که هم‌پیمان خاقان چین بود با مشورت او با مقاتوره رزم می‌کند و او را در مبارزه می‌کشد.

## داستان رزمبهرام چوبینو مقاتوره درشاهنامه فردوسی[۳]

### باج خواهی مقاتوره از خاقان چین
یکی از نامداران خاقان چین به نام مقاتوره بود که سردار سپاه خاقان بود. هر پگاه به نزد خاقان می‌رفت و بسان کهتری که بر آن سالار نامبردار چین آفرین کند، انگشت خود را بر لب می‌زد. پس در همان هنگام هزار دینار از گنج خاقان می‌برد. بهرام چوبین که چندی در آنجا بود، از این کار در شگفت مانده بود. سرانجام روزی بهرام چوبین از خاقان پرسید: ای بلندپایه، تو بر مهتران گیتی، ارجمند هستی، لیک هر بامداد به هنگام بار دادن، به مقاتوره هزار دینار می‌بخشی. چنین گنجی، همچون روزیِ سپاهیان است، پس همانا که بهره او یک گنج است؟
خاقان که چنین شنید، بدو گفت: او از ما این چنین فزون می‌خواهد و ما نیز با دینار دادن، او را افسون می‌کنیم. اگر چنین نکنم، سپاهیان بر من شورش می‌کنند و روزگار روشنم سیاه می‌گردد.
بهرام چوبین با شنیدن این سخن بدو گفت: ای سر انجمن، بدان که این خود تو بودی که او را این چنین بر خویشتن چیره ساختی. لیک چون شاهی بیدار و پهلوان باشد، دیگر نباید گیتی را به کهتر سپرد. اینک آیا شایسته می‌دانی که تو را از او رها سازم یا این که از او شرم داری؟ خاقان بدو گفت: فرمان ازآن توست و هرچه می‌خواهی بکن. بدان که اگر بتوانی مرا از او رهاسازی، دیگر همه این گفتگوی را به‌سر آورده باشی.
بهرام چوبین گفت: اکنون چون پگاه، مقاتوره از برای دینار خواهی به پیش تو آید، دیگر مخند و هیچ بر او چشم مگشای. هیچ پاسخی نیز به‌جز با خشم به او مده.
آن شب بگذشت و بامداد فردا مقاتوره از برای دینار خواهی بیآمد. لیک خاقان هیچ به او ننگریست و گفتار مقاتوره را نشنیده گرفت. مقاتوره که چنین دید، از کار خاقان خشمگین گشت و برآشفت و به خاقان گفت: ای نامدار، چرا امروز در پیش تو خوار گشتم؟ همانا که این مهتر پارسی که به همراه سی یار خود به این سرزمین آمده، می‌کوشد تا سر تو را از داد بپیچاند و می‌خواهد سپاهت را بر باد دهد. بهرام چوبین به مقاتوره گفت: ای جنگجوی، چرا این چنین به این گفتگو، تیز گشتی؟ بدان که دیگر نمی‌گذارم که تو هر بامداد بیآیی و با تن‌آسانی خود، گنج او را بر باد بدهی.
مقاتوره که گفتار بهرام چوبین را بشنید، سرش از او پر از کین گشت و با خشم و تندی دست بیازید و تیر خدنگی از ترکش بیرون آورد و به بهرام گفت: بدان که نشان من در جنگ، این است. پس چون فردا به این بارگاه بیآیی، خود را از برابر پیکان ما نگاهدار باش.
بهرام چوبین که چنین شنید، در جنگ، تیز شد و با تیغی هندی در دست بیآمد و آن را به مقاتوره داد و گفت: این یادگاری برای تو باشد. پس آن را در نزد خود نگاه بدار و ببین که تو را کِی به کار خواهد آمد؟

### کشته شدن مقاتوره به‌دستبهرام چوبین
چون سپیده از کوه سیاه سر برآورد، مقاتوره جامه جنگ بپوشید و شمشیری در دست بیآمد. بهرام چوبین که چنین بشنید، اسب و جوشن خسروانی بخواست. سپس جایی را برگزیدند که هرگز پلنگ نیز بر آن زمین سخت و بی‌آب چنگ ننهاده بود. خاقان که از این کار آگه شد، بر اسپ سوار گشت و با همراهان بدانجا برفتند تا ببینند که روزگار کدامیک از آن دو شیر دمان، زودتر به‌سر خواهد آمد.
چون مقاتوره به دشت نبرد درآمد، گَرد را از آن دشت تا به ابر برآورد. پس با آوای بلند به بهرام چوبین گفت: اکنون از مردانگی، چه در یاد داری؟ اینک آیا تو می‌خواهی به این جنگ پیش‌دستی کنی یا من چنین کنم؟ بهرام بدو گفت: تو پیش دستی کن. چرا که این تو بودی که این سخن را پِی افکندی. پس مقاتوره، خداوند را یاد بکرد و دو گوشه کمان را به زه نهاد و با شادی زه و تیر را در دست بگرفت. آنگاه شست بگشود و تیری بر کمرگاه بهرام بزد.
لیک زره آهنین بهرام چوبین از آن تیر آهنین آب‌دیده سوراخ نشد. بهرام چندی در آنجا بود، تا این که مقاتوره دیگر از جنگ سیر گشت و با خود پنداشت که دیگر بهرام کشته شده‌است.
پس خروشید و از آن رزمگاه بازگشت.
در همان هنگام بهرام چوبین بدو گفت: ای رزمجوی، مرا نکشته‌ای. پس به سوی خرگاه مرو. تو سخنت را گفتی. پس بمان و پاسخش را بشنو. آنگاه اگر پس از این که شنیدی، باز هم زنده ماندی، برو.
سپس بهرام چوبین تیر خدنگی را بیرون آورد و بر میان مقاتوره بزد.
دیگر مقاتوره سپهبد برای همیشه از رزم و دینار سیر گشت. آنگاه که در آن روز مقاتوره از برای جنگ بر روی اسپ نشست، برادرش بیآمد و دو پایش را بر زین اسپ ببست. پس در آن هنگام مقاتوره اشک به دیدگان آورد و بر روی اسپ مُرد و زین اسب برایش جای خواب شد.
بهرام چوبین به خاقان چین گفت: ای کامجوی، بدان که این نامجوی، دیگر گورکن می‌خواهد. خاقان بدو گفت: بهتر ببین؛ زیرا که او بر پشت زین اسپ زنده می‌باشد و به خواب رفته‌است. لیک بهرام گفت: ای بزرگمایه بدان که تن او هم‌اکنون بر خاک می‌آید.
خاقان که چنین شنید، سواری را به نزد مقاتوره فرستاد. او را دیدند که به خواری بر زین اسپ بسته و کشته شده و دیگر از گردش روزگار بیآسوده است.
خاقان با دیدن آن کار، نهانی بر خود بخندید و از کار آن سوار شگفت زده شد. تا هنگامی که به ایوان رسید، پر از اندیشه بود. پس دیگر از شادی کلاهش به کیوان برآمد.